# Furthmühle (Fraunberg)
Furthmühle  ist ein Ortsteil der Gemeinde Fraunberg, Landkreis Erding, Oberbayern.

## Lage
Der Weiler liegt rund einen Kilometer nördlich von Fraunberg. 